# Tom Leezer
Tom Leezer, né le 26 décembre 1985 à La Haye, est un coureur cycliste néerlandais, professionnel entre 2008 et 2020 au sein de la même structure Rabobank et ses différents successeurs. Il compte une seule victoire individuelle, lors d'une étape du Tour de Langkawi 2013 et a  participé à quatre Tours de France en tant qu'équipier.

## Biographie

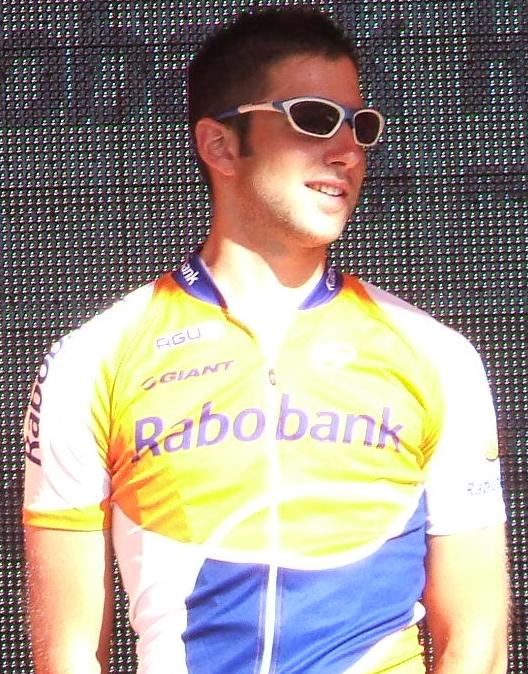
Tom Leezer lors du Tour Down Under 2009.

### Débuts cyclistes et carrière chez les amateurs
Champion des Pays-Bas sur route juniors et neuvième du championnat du monde de cette catégorie en 2003, Tom Leezer intègre en 2004 l'équipe continentale Van Vliet-EBH-Advocaten. Il remporte cette année-là une étape du Cinturón a Mallorca.
En 2005, il est recruté par Rabobank Continental, réserve de l'équipe professionnelle Rabobank. En 2007, il est notamment champion des Pays-Bas sur route espoirs et vainqueur du Triptyque des Monts et Châteaux. Aux championnats du monde sur route à Stuttgart, il prend la quatrième place de la course en ligne espoirs.

### Carrière professionnelle
Tom Leezer devient professionnel en 2008 au sein de la Rabobank. 
En 2009, il est classé dix-neuf fois parmi les dix premiers et se montre efficace pour emmener les sprints de Graeme Brown. Il est notamment deuxième du Trofeo Pollença, troisième des Trois Jours de La Panne, huitième de Gand-Wevelgem. Il dispute le Tour d'Espagne, son premier grand tour, qui part de Assen aux Pays-Bas. Échappé lors de la deuxième étape, il passe en tête à la côte de Witteveen et porte pendant deux jours le maillot rouge du classement de la montagne.
Au printemps 2011, il doit abandonner lors du Tour de Romandie à cause de douleurs récurrentes au genou. Une bursite lui est diagnostiquée et l'oblige à renoncer à participer au Tour d'Italie.
En 2012, il participe au Tour d'Italie, qu'il abandonne lors de la onzième étape à cause d'une douleur au genou. En septembre 2012, il chute lourdement à l'arrivée du Circuit du Houtland, après avoir emmené le sprint de Theo Bos. Souffrant de fractures à cinq vertèbres et une omoplate, il doit mettre fin à sa saison,.
En février 2013, il obtient sa première victoire professionnelle en remportant une étape du Tour de Langkawi. En juillet, il participe à son premier Tour de France et aide son leader Bauke Mollema à en prendre la sixième place. En fin de saison, il est troisième du Tour de Hainan, remporté par son coéquipier Moreno Hofland.
Au Tour de France 2014, il est équipier de Bauke Mollema et Laurens ten Dam, qui terminent respectivement neuvième et dixième.
En 2015, il est au départ du Tour de France à Utrecht. Malgré une blessure au nez due à une chute lors de la dixième étape,, il termine ce Tour, où il est équipier de Robert Gesink. Celui-ci termine sixième du classement général. Au cours de cette saison, le contrat qui le lie à son équipe est prolongé jusqu'en 2017. En fin de saison, il est sixième du championnat du monde du contre-la-montre par équipes avec ses coéquipiers.
Lors du contre-la-montre individuel de Tirreno-Adriatico 2016, Leezer est classé cinquième initialement, ce qui cause la surprise de son directeur sportif Jan Boven qui durant la course comparait sa performance à celle de son coéquipier Maarten Tjallingii. L'équipe de Leezer signale cela à l'organisation qui constate une erreur de chronométrage. Le classement de Leezer est modifié, il est alors 103e de l'étape. En octobre, il fait partie pour la première fois de sa carrière de la sélection néerlandaise pour les championnats du monde. Dans le désert près de Doha, il est initialement le seul Néerlandais à être présent dans la bonne bordure, composée d'une trentaine de coureurs. Il est finalement rejoint par Niki Terpstra. Dans les derniers kilomètres, il attaque et réussit à prendre quelques secondes, avant d'être dépassé à quelques centaines de mètres de la ligne d'arrivée et de terminer finalement dix-septième.
Sa saison 2020 est rendue difficile en raison de problèmes physiques et il décide d'arrêter sa carrière à la fin de l'année, à 34 ans.

## Palmarès

### Palmarès amateur
| - 2003 - Champion des Pays-Bas sur route juniors - Grand Prix Bati-Metallo - 2e de la Route de l'Avenir - 9e du championnat du monde sur route juniors - 2004 - 2e étape du Cinturón a Mallorca - 2e du Ronde van Zuid-Holland - 2005 - 1re étape du Tour de Thuringe - 2e du Triptyque des Barrages - 2006 - 2e du championnat des Pays-Bas sur route espoirs | - 2007 - Champion des Pays-Bas sur route espoirs - Triptyque des Monts et Châteaux : - Classement général - 2e étape (contre-la-montre) - 2e étape de l'Olympia's Tour - 6e étape du Tour de Navarre - Prologue du Tour Alsace (contre-la-montre par équipes) - 3e du Grand Prix de Lillers-Souvenir Bruno Comini - 3e du Tour de Normandie - 4e du championnat du monde sur route espoirs |  |

### Palmarès professionnel
| - 2009 - 2e du Trofeo Pollença - 3e des Trois Jours de La Panne - 8e de Gand-Wevelgem - 2010 - 7e de la Vattenfall Cyclassics - 2011 - 1re étape de Tirreno-Adriatico (contre-la-montre par équipes) | - 2013 - 6e étape du Tour de Langkawi - 3e du Tour de Hainan - 2019 - 1re étape de l'UAE Tour (contre-la-montre par équipes) |  |

## Résultats sur les grands tours

### Tour de France
4 participations
- 2013 : 150e
- 2014 : 133e
- 2015 : 153e
- 2017 : 166e

### Tour d'Italie
2 participations
- 2012 : abandon (11e étape)
- 2019 : 119e

### Tour d'Espagne
2 participations
- 2009 : 129e
- 2018 : 139e

## Classements mondiaux
| Année                  | 2005 | 2006 | 2007 | 2008 | 2009 | 2010 | 2011 | 2012 | 2013 | 2014 | 2015 |
| ---------------------- | ---- | ---- | ---- | ---- | ---- | ---- | ---- | ---- | ---- | ---- | ---- |
| Calendrier mondial UCI |      |      |      |      | 159e | 145e |      |      |      |      |      |
| UCI World Tour         |      |      |      |      |      |      | nc   | nc   | nc   | nc   | nc   |
| UCI Europe Tour        | 415e | 273e | 66e  |      |      |      |      |      |      |      |      |